# Ketill Örnólfsson
Ketill Örnólfsson (n. 860), también Blund-Ketill fue un vikingo y colono noruego que emigró a Islandia donde fundó uno de los primeros asentamientos en la región de Eyjafjörður. Según Sturlubók y Hauksbók Blund-Ketill tuvo su hacienda en Örnólfsdal. Es un personaje de la saga de Njál, saga de Egil Skallagrímson, y saga de Hænsna-Þóris donde aparece como un perfecto e idealizado caudillo para su época; según la saga fue asesinado por Þorvaldur Oddsson (n. 944), un hijo de Tongu-Odd, quien fue declarado prófugo y desterrado por ello tres años. 
Su hacienda la heredó su hijo Þórir Ketilsson (n. 880).